# Sandro Spinetti
Alessandro Spinetti, detto Sandro (Roma, 8 ottobre 1940), è un ex cestista italiano.

## Carriera
Cresciuto nelle giovanili della Stella Azzurra Roma, ha esordito in prima squadra nel 1958. Ha vestito inoltre la maglia della Brill Cagliari fino al 1974. Si è ritirato definitivamente dall'attività cestistica nel 1978.